# Filmjahr 1920
Liste der Filmjahre

◄◄ | ◄ | 1916 | 1917 | 1918 | 1919 | Filmjahr 1920 | 1921 | 1922 | 1923 | 1924 | ► | ►►

Weitere Ereignisse

## Ereignisse

### Uraufführungen

#### Deutschland
- 3. Januar: In der Berliner Schauburg wird das Stummfilmdrama Sklaven fremden Willens von Richard Eichberg mit Lee Parry und Bela Lugosi in den Hauptrollen uraufgeführt.
- 30. Januar: Der letzte Teil der Abenteuerfilmserie Die Herrin der Welt hat seine Uraufführung. Die Serie gilt als die erste bedeutende Monumentalfilmproduktion der deutschen Filmgeschichte. Ab dem 6. Februar kann man in den Berliner Kammerlichtspielen alle acht Teile hintereinander sehen. Die Hauptrolle spielt Mia May.
- 27. Februar: Der deutsche Spielfilm Das Cabinet des Dr. Caligari hat seine Uraufführung. Der unter der Regie von Robert Wiene entstandene Stummfilm gilt als erste berühmte Produktion des expressionistischen Films und als Meilenstein der Filmgeschichte.
- 9. März: Ernst Lubitschs Stummfilmkomödie Kohlhiesels Töchter nach dem gleichnamigen Bauernschwank mit Henny Porten in einer Doppelrolle hat seine Uraufführung im Ufa-Palast am Zoo.
- 3. Mai: Der Stummfilm Das Mädchen aus der Ackerstraße von Reinhold Schünzel mit Lilly Flohr in der Titelrolle wird in Berlin uraufgeführt. Das Drehbuch stammt von Arzén von Cserépy und Bobby E. Lüthge nach dem Roman von Ernst Friedrich.
- 1. September: Ernst Lubitschs Stummfilm Sumurun mit Jenny Hasselqvist in der Titelrolle wird im Ufa-Palast am Zoo uraufgeführt.
- 7. Oktober: Als erste Karl-May-Verfilmung wird der Stummfilm Auf den Trümmern des Paradieses von Josef Stein in den Kammer-Lichtspielen in Dresden uraufgeführt. Er basiert auf dem Kapitel Der Überfall aus dem Roman Von Bagdad nach Stambul. Carl de Vogt spielt den Kara Ben Nemsi, Meinhart Maur den Hadschi Halef Omar. Produzentin Marie Luise Droop kannte Karl May noch persönlich. Dessen Ehefrau Klara May ist bei der Uraufführung anwesend. Der Film wird kein kommerzieller Erfolg und gilt heute als verschollen. Am 18. November erfolgt am gleichen Ort die Uraufführung des Films Die Todeskarawane nach weiteren Motiven des Romans Von Bagdad nach Stambul. Bela Lugosi hat darin einen seiner ersten Filmauftritte in Deutschland. Auch dieser Film gilt als verschollen.

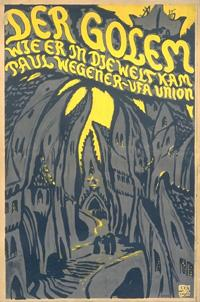
Golem Poster

- 29. Oktober: Der expressionistische Stummfilm Der Golem, wie er in die Welt kam von Paul Wegener und Carl Boese wird im Ufa-Palast am Zoo uraufgeführt. Er ist Wegeners dritte Bearbeitung des Golem-Motivs und gilt als Klassiker des deutschen Stummfilms.

- Der Theaterregisseur Karlheinz Martin verfilmt das Bühnenstück Von morgens bis mitternachts von Georg Kaiser, nachdem er es bereits auf der Bühne inszeniert hat. Die Ausstattung für Von morgens bis mitternachts stammt von Robert Neppach. Stilistisch bedienen sie sich dabei der Ausdrucksformen des Expressionismus. Besonders die bühnenartigen, gemalten Dekorationen und Kostüme und das ausdrucksbetonte Spiel der Darsteller bilden eine künstlerische Einheit und sind dieser Stilrichtung eigen.

#### Vereinigte Staaten
- 11. Januar: In den Vereinigten Staaten wird der Slapstick-Kurzfilm The Garage mit Roscoe Arbuckle und Buster Keaton in den Hauptrollen uraufgeführt. Es ist der letzte gemeinsame Film der beiden. Keaton produziert wenig später seinen ersten unabhängigen Film The High Sign, hält in allerdings zurück, weil er ihn nicht für gut genug erachtet.

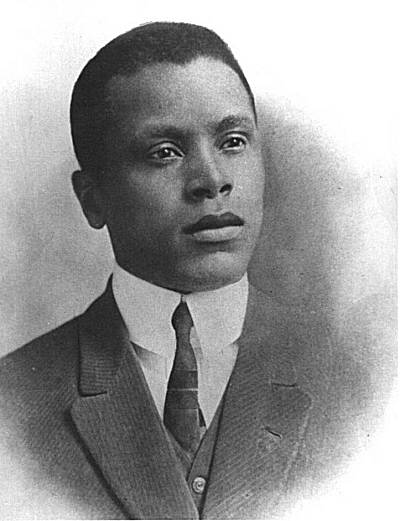
Oscar Micheaux

- 12. Januar: Das Stummfilmdrama Within Our Gates von Oscar Micheaux hat seine Uraufführung. Der Film entstand als direkte Reaktion auf David Wark Griffiths rassistischen Film The Birth of a Nation und gilt als der älteste erhaltene Film eines afroamerikanischen Regisseurs.
- 8. Februar: Der Kurzfilm His Royal Slyness mit Harold Lloyd in der Hauptrolle kommt in die Kinos der Vereinigten Staaten.
- 1. September: Buster Keatons Kurzfilmkomödie The Week erhält bei ihrer Uraufführungen ausgezeichnete Kritiken.
- 27. November: Der Degenfilmheld Zorro erscheint erstmals im Spielfilm The Mark of Zorro (Das Zeichen des Zorro) auf der Kinoleinwand. Es ist der erste Film von United Artists und macht den die Hauptrolle spielenden Schauspieler Douglas Fairbanks senior populär.
- 22. Dezember: Die Kurzfilmkomödie Neighbors mit Buster Keaton und Virginia Fox wird gemeinsam mit The Scarecrow in den Vereinigten Staaten uraufgeführt. Für Drehbuch und Regie ist Keaton gemeinsam mit Edward F. Cline verantwortlich. In beiden Filmen spielt Joe Keaton Busters Vater.

### Erfolgreichste Filme
Die fünf erfolgreichsten Filme an den US-amerikanischen Kinokassen nach Einspielergebnis.
| Platz | Filmtitel                | Einspielergebnis in US-Dollar |       |
| ----- | ------------------------ | ----------------------------- | ----- |
| 1.    | Way Down East            | 2.000.000                     | [ 1 ] |
| 2.    | Why Change Your Wife?    | 1.046.286                     | [ 2 ] |
| 3.    | Madame DuBarry           | 1.000.000                     | [ 1 ] |
| 4.    | Something to Think About | 915.848                       | [ 2 ] |
| 5.    | The Mark of Zorro        | 500.000                       | [ 3 ] |

### Filmpreise und Auszeichnungen
- Mit dem 1920 ins Leben gerufenen Photoplay Award wird in den Vereinigten Staaten der erste Filmpreis der Welt vergeben. Die Auszeichnung erhält der Film Humoresque von Frank Borzage.

## Geboren

### Januar bis März
- 08. Januar: Douglas Wilmer, britischer Schauspieler († 2016)
- 09. Januar: Curth Flatow, deutscher Drehbuchautor († 2011)

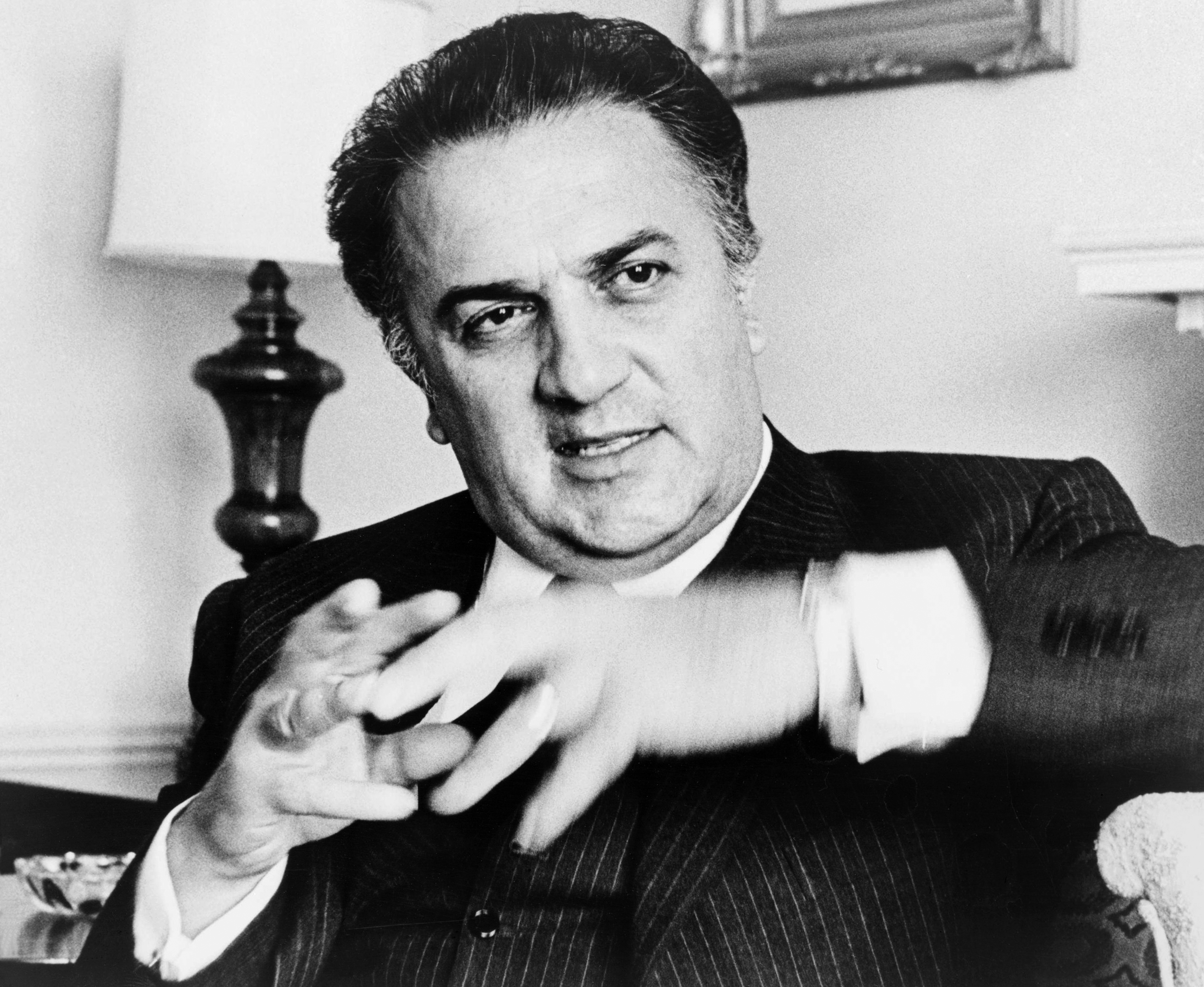
Federico Fellini (* 20. Januar)

- 20. Januar: Federico Fellini, italienischer Regisseur († 1993)

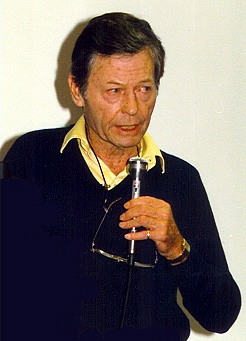
DeForest Kelley, 1988

- 20. Januar: DeForest Kelley, US-amerikanischer Schauspieler († 1999)
- 28. Januar: Maria Becker, deutsch-schweizerische Schauspielerin († 2012)
- 28. Januar: Lewis Wilson, US-amerikanischer Schauspieler († 2010)
- 30. Januar: Michael Anderson, britischer Regisseur († 2018)
- 30. Januar: Delbert Mann, US-amerikanischer Regisseur († 2007)
- 08. Februar: Karin Himboldt, deutsche Schauspielerin († 2005)

- 12. Februar: Yoshiko Ōtaka, japanische Schauspielerin († 2014)
- 14. Februar: Judith Holzmeister, österreichische Schauspielerin († 2008)
- 21. Februar: Nora Cífková, tschechische Schauspielerin († 2017)
- 26. Februar: Tony Randall, US-amerikanischer Schauspieler († 2004)

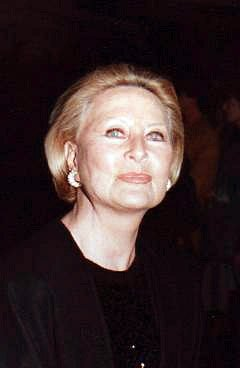
Michèle Morgan (* 29. Februar)

- 29. Februar: Michèle Morgan, französische Schauspielerin († 2016)

- 02. März: François Villiers, französischer Regisseur und Drehbuchautor († 2009)
- 03. März: James Doohan, kanadischer Schauspieler († 2005)
- 06. März: Lewis Gilbert, britischer Regisseur († 2018)
- 08. März: Eva Dahlbeck, schwedische Schauspielerin († 2008)
- 14. März: Memduh Ün, türkischer Regisseur, Produzent, Drehbuchautor und Schauspieler († 2015)
- 16. März: John Addison, britischer Komponist († 1998)
- 16. März: Tonino Guerra, italienischer Drehbuchautor († 2012)
- 16. März: Leo McKern, australischer Schauspieler († 2002)
- 16. März: Gerhard Wohlgemuth, deutscher Komponist († 2001)
- 21. März: Éric Rohmer, französischer Regisseur († 2010)
- 22. März: Werner Klemperer, deutsch-US-amerikanischer Schauspieler und Musiker († 2000)
- 22. März: Ross Martin, US-amerikanischer Schauspieler († 1981)
- 22. März: William Travilla, US-amerikanischer Kostümbildner († 1990)
- 23. März: Alfred Böhm, österreichischer Kammerschauspieler († 1995)

### April bis Juni
- 01. April: Toshirō Mifune, japanischer Schauspieler († 1997)
- 12. April: Otto Czarski, deutscher Schauspieler und Synchronsprecher († 2000)
- 21. April: Anselmo Duarte, brasilianischer Regisseur († 2009)
- 25. April: Jean Carmet, französischer Schauspieler († 1994)
- 27. April: Rudolf Fischer, deutscher Puppenspieler († 1998)

- 05. Mai: Charles H. Schneer, US-amerikanischer Produzent († 2009)
- 15. Mai: Michel Audiard, französischer Drehbuchautor und Regisseur († 1985)
- 15. Mai: Goffredo Lombardo, italienischer Produzent († 2005)

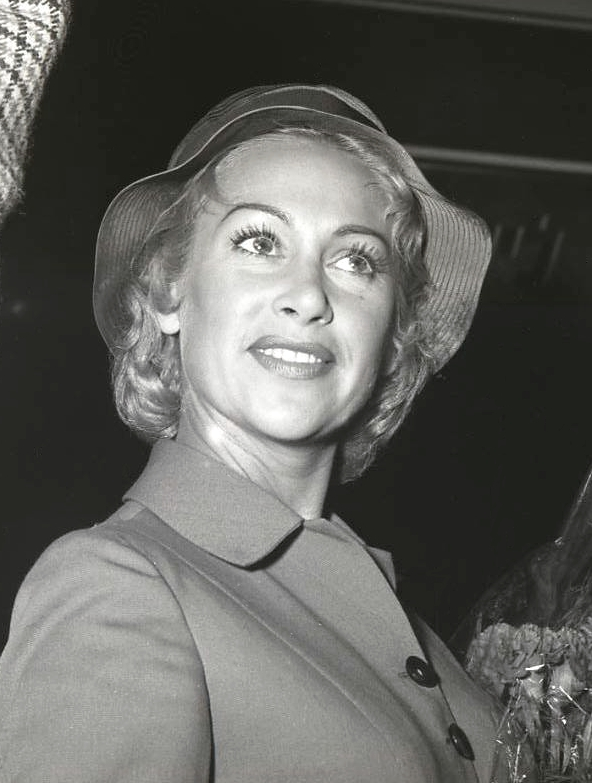
Martine Carol (* 16. Mai)

- 16. Mai: Martine Carol, französische Schauspielerin († 1967)
- 26. Mai: John Dall, US-amerikanischer Schauspieler († 1971)
- 28. Mai: Erich Helmensdorfer, deutscher Moderator und Schauspieler († 2017)
- 29. Mai: Clifton James, US-amerikanischer Schauspieler († 2017)
- 30. Mai: Franklin J. Schaffner, US-amerikanischer Regisseur († 1989)

- 06. Juni: Jan Rubeš, tschechisch-kanadischer Opernsänger und Schauspieler († 2009)
- 09. Juni: John Merritt, britischer Filmeditor († 1999)
- 13. Juni: Eiji Okada, japanischer Schauspieler († 1995)
- 15. Juni: Alberto Sordi, italienischer Schauspieler († 2003)
- 15. Juni: Raymond Lemoigne, französischer Kameramann († 2000)

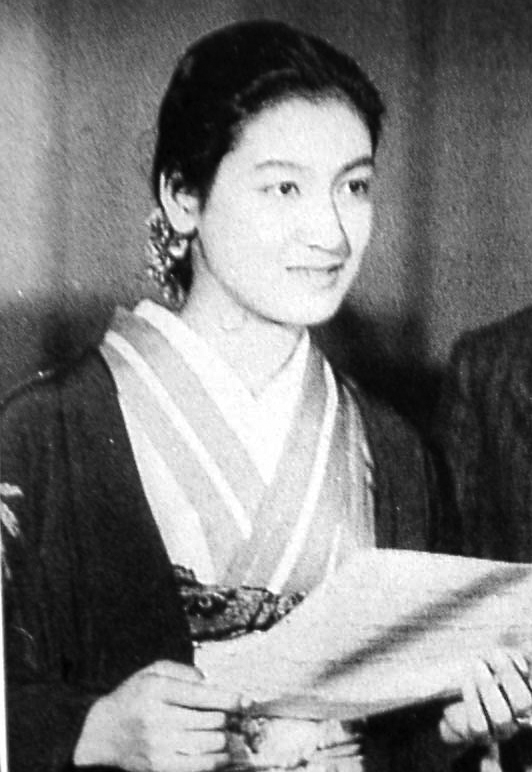
Setsuko Hara (* 17. Juni)

- 17. Juni: Setsuko Hara, japanische Schauspielerin († 2015)
- 18. Juni: Ian Carmichael, britischer Schauspieler († 2010)
- 21. Juni: Yves Robert, französischer Schauspieler und Regisseur († 2002)
- 26. Juni: Stanislav Ledinek, deutscher Schauspieler († 1969)
- 27. Juni: I. A. L. Diamond, US-amerikanischer Drehbuchautor († 1988)
- 29. Juni: Ray Harryhausen, US-amerikanischer Filmtricktechniker († 2013)

### Juli bis September

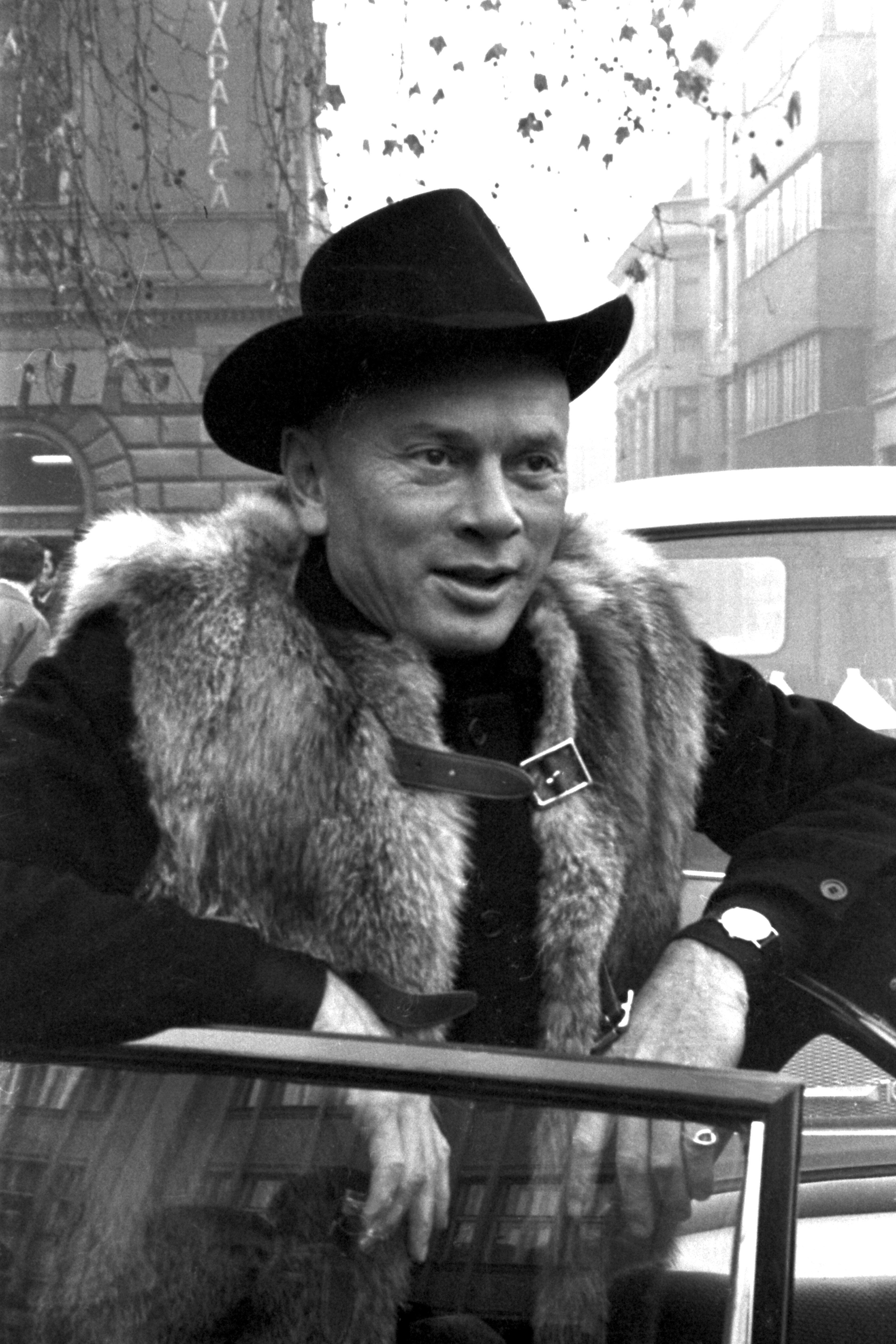
Yul Brynner (* 11. Juli)

- 11. Juli: Yul Brynner, US-amerikanischer Schauspieler († 1985)
- 12. Juli: Beah Richards, US-amerikanische Schauspielerin († 2000)
- 13. Juli: Sandro Continenza, italienischer Drehbuchautor († 1996)
- 14. Juli: Paul Crauchet, französischer Schauspieler († 2012)
- 16. Juli: Kurt Hepperlin, deutscher Schauspieler und Dokumentarfilmregisseur († 1992)
- 18. Juli: Lucienne Legrand, französische Schauspielerin († 2022)
- 19. Juli: Heini Kaufeld, deutscher Schauspieler († 1996)
- 28. Juli: Andrew V. McLaglen, britischer Regisseur († 2014)
- 31. Juli: Franca Valeri, italienische Schauspielerin und Drehbuchautorin († 2020)

- 06. August: Ella Raines, US-amerikanische Schauspielerin († 1988)
- 15. August: Ctibor Filčík, tschechoslowakischer Schauspieler († 1986)

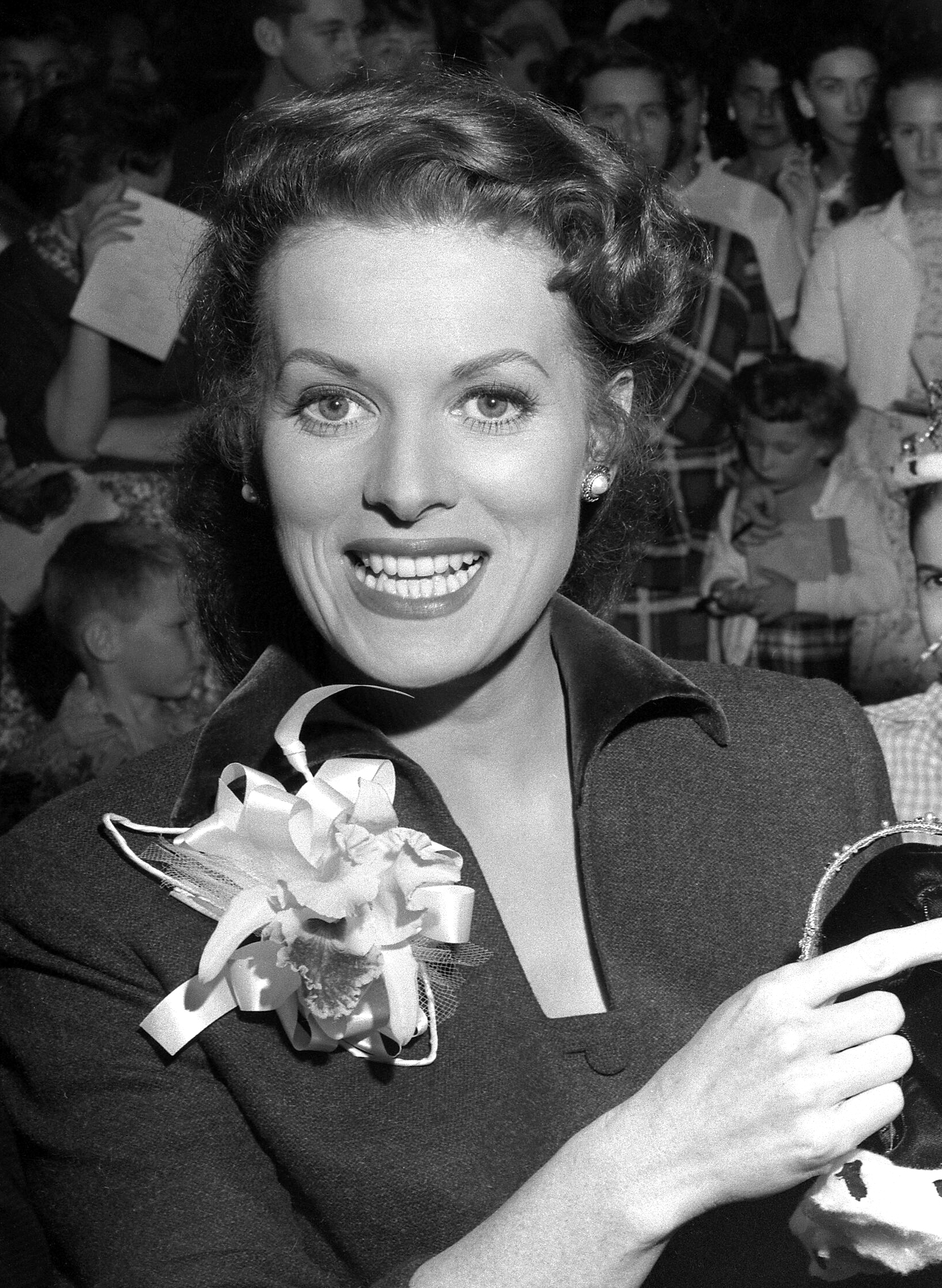
Maureen O’Hara (* 17. August)

- 17. August: Maureen O’Hara, irisch-amerikanische Schauspielerin und Sängerin († 2015)
- 18. August: Shelley Winters, US-amerikanische Schauspielerin († 2006)
- 22. August: Ray Bradbury, US-amerikanischer Drehbuchautor († 2012)
- 24. August: Jean Desailly, französischer Schauspieler († 2008)
- 25. August: William Cartwright, US-amerikanischer Filmeditor († 2013)
- 30. August: Donald Hewlett, britischer Schauspieler († 2011)
- 31. August: G. D. Spradlin, US-amerikanischer Schauspieler († 2011)

- 01. September: Richard Farnsworth, US-amerikanischer Schauspieler († 2000)
- 13. September: John Crawford, US-amerikanischer Schauspieler († 2010)
- 18. September: Jack Warden, US-amerikanischer Schauspieler († 2006)

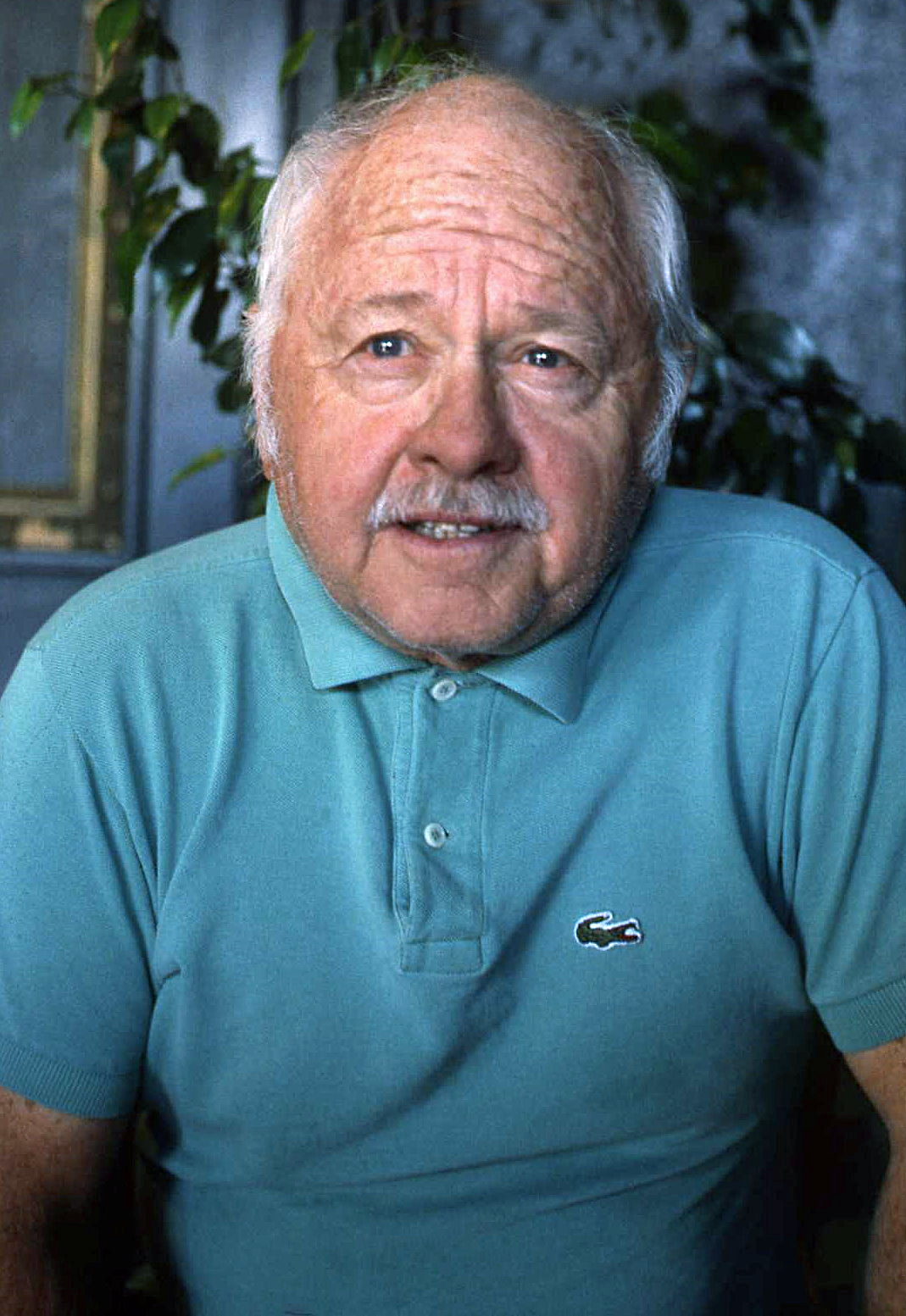
Mickey Rooney (* 23. September)

- 23. September: Mickey Rooney, US-amerikanischer Schauspieler († 2014)
- 25. September: Sergei Bondartschuk, ukrainischer Schauspieler und Regisseur († 1994)
- 27. September: William Conrad, US-amerikanischer Schauspieler († 1994)

### Oktober bis Dezember

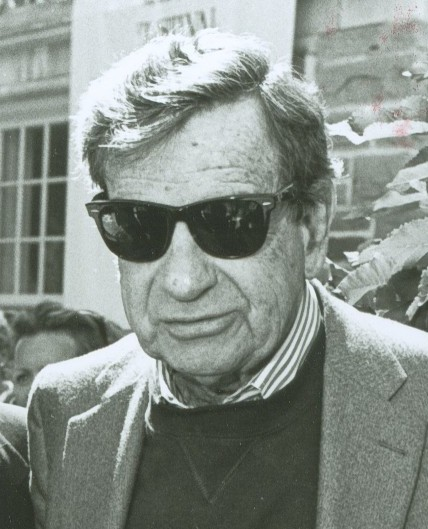
Walter Matthau

- 01. Oktober: Walter Matthau, US-amerikanischer Schauspieler († 2000)
- 09. Oktober: Jason Wingreen, US-amerikanischer Schauspieler († 2015)
- 17. Oktober: Montgomery Clift, US-amerikanischer Schauspieler († 1966)
- 18. Oktober: Melina Mercouri, griechische Schauspielerin († 1994)
- 27. Oktober: Nanette Fabray, US-amerikanische Schauspielerin († 2018)
- 29. Oktober: Hilda Bernard, argentinische Schauspielerin († 2022)

- 09. November: Whitey Hughes, US-amerikanischer Stuntman und Schauspieler († 2009)
- 10. November: Jennifer Holt, US-amerikanische Schauspielerin († 1997)
- 12. November: Richard Quine, US-amerikanischer Regisseur († 1989)
- 13. November: Gisela Fackeldey, deutsche Schauspielerin († 1986)
- 17. November: Ellis Kaut, deutsche Drehbuchautorin († 2015)
- 19. November: Gene Tierney, US-amerikanische Schauspielerin († 1991)
- 25. November: Ricardo Montalbán, mexikanischer Schauspieler († 2009)
- 25. November: Noel Neill, US-amerikanische Schauspielerin († 2016)
- 30. November: Virginia Mayo, US-amerikanische Schauspielerin († 2005)

- 04. Dezember: Michael Bates, britischer Schauspieler († 1978)
- 10. Dezember: Reginald Rose, US-amerikanischer Drehbuchautor († 2002)
- 12. Dezember: Otto Friebel, deutscher Schauspieler († 1992)
- 15. Dezember: Vlastimil Brodský, tschechischer Schauspieler († 2002)
- 29. Dezember: Viveca Lindfors, schwedische Schauspielerin († 1995)

## Gestorben
- 31. Januar: Gilda Langer, österreichische Schauspielerin (* 1896)
- 30. Juni: Lena Christ, deutsche Schriftstellerin (* 1881)
- 5. September: Robert Harron, US-amerikanischer Schauspieler (* 1893)

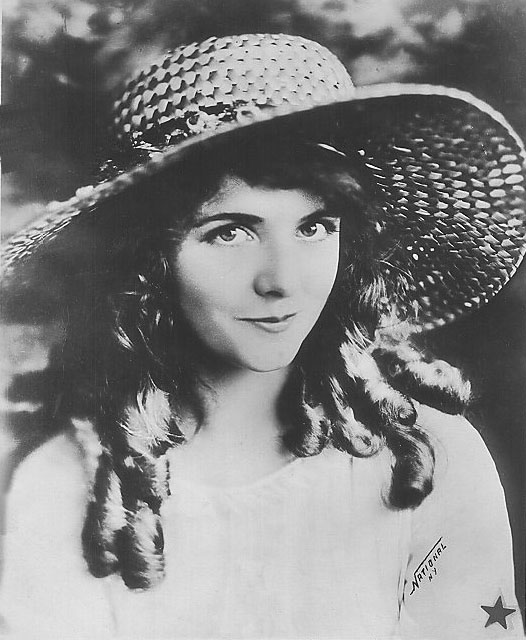
Olive Thomas († 10. September)

- 10. September: Olive Thomas, US-amerikanische Schauspielerin (* 1894)